# Dan Trachtenberg
Dan Trachtenberg (Filadélfia, 11 de maio de 1981) é um cineasta americano. Ele dirigiu o filme de 2016 10 Cloverfield Lane e o episódio Playtest da 3.ª temporada da série Black Mirror.

## Carreira
Trachtenberg dirigiu comerciais para a Lexus, Nike e Coca-Cola. Em 2003, ele dirigiu o curta-metragem Kickin'. Em abril de 2008, ele se juntou à Tight Films, onde ele colaborou com Matt Wolf em um jogo de realidade alternativa de Hellboy II: The Golden Army.
Ele dirigiu o webshow Ctrl+Alt+Chicken.
Em março de 2011, Trachtenberg lançou um curta-metragem para a BlackBoxTV intitulado More Than You Can Chew, estrelado por J. Kristopher, Skye Marshall e Ian Hamrick. Trachtenberg co-escreveu a história com Mark D. Walker.
Em 23 de agosto de 2011, Trachtenberg lançou o curta-metragem Portal: No Escape, baseado no jogo Portal, que obteve mais de dezessete milhões de visualizações.
Em 13 de outubro de 2011, o blog /Film anunciou que Trachtenberg dirigiria um filme de ação e ficção científica para a Universal Pictures com o roteirista Chris Morgan.
Em janeiro de 2013, o podcast iFanboy anunciou que Trachtenberg dirigiria a adaptação cinematográfica de Y: The Last Man. No entanto, em 25 de setembro de 2014, o /Film anunciou que o filme havia sido cancelado.
Em 3 de abril de 2014, o site Ain't It Cool News anunciou que Trachtenberg dirigiria um filme para a Bad Robot Productions intitulado Valencia, que mais tarde foi revelado ser um nome falso de 10 Cloverfield Lane. Em 15 de janeiro de 2016, o trailer de 10 Cloverfield Lane foi lançado. O produtor J. J. Abrams disse sobre o filme, "A ideia surgiu há muito tempo durante a produção. Queríamos torná-lo um parente de sangue de Cloverfield. A ideia foi desenvolvida ao longo do tempo. Queríamos reter o título o maior tempo possível."

## Filmografia
| Ano          | Título                               | Creditado como | Creditado como | Creditado como     | Notas                             |
| Ano          | Título                               | Roteirista     | Diretor        | Produtor executivo | Notas                             |
| ------------ | ------------------------------------ | -------------- | -------------- | ------------------ | --------------------------------- |
| 2011         | Portal: No Escape                    | Não            | Sim            | Não                | Curta-metragem                    |
| 2012         | More Than You Can Chew               | Sim            | Sim            | Não                | Curta-metragem                    |
| 2016         | 10 Cloverfield Lane                  | Não            | Sim            | Não                | Longa-metragem                    |
| 2016         | Black Mirror                         | Não            | Sim            | Não                | Episódio: "Playtest"              |
| 2019         | The Boys                             | Não            | Sim            | Não                | Episódio: "The Name of the Game " |
| 2021         | The Lost Symbol                      | Não            | Sim            | Sim                | Episódio: "As Above, So Below"    |
| 2022         | Prey                                 | Sim            | Sim            | Não                | Longa-metragem                    |
| 2025         | Predator: Badlands                   | Não            | Sim            | Não                | Longa-metragem                    |
| 2025         | Predator: Killer of Killers          | Sim            | Sim            | Sim                | Longa-metragem animado            |
| 2025         | Stranger Things                      | Não            | Sim            | Não                | Episódio "The Bridge"             |
| por anunciar | Filme sem título sobre Harry Houdini | Não            | Sim            | Não                | Longa-metragem                    |